# Nihoa annulipes
Espèce
Synonymes
- Idiommata annulipes Thorell, 1881

Nihoa annulipes est une espèce d'araignées mygalomorphes de la famille des Barychelidae.

## Distribution
Cette espèce est endémique de la province centrale,. Elle se rencontre sur l'île Yule.

## Description
La femelle décrite par Raven en 1994 mesure 18 mm.

## Publication originale
- Thorell, 1881 : Studi sui Ragni Malesi e Papuani. III. Ragni dell'Austro Malesia e del Capo York, conservati nel Museo civico di storia naturale di Genova. Annali del Museo Civico di Storia Naturale di Genova, vol. 17, p. 1-727 (texte intégral).